# Ixodidae
Famille
Les Ixodidae sont une famille de tiques. Elle regroupe les tiques dites dures.
Cette famille compte plus de 700 espèces dans 14 genres dont 12 actuels.

## Description
Les tiques de cette famille sont de taille très variable, avec un capitulum antérieur bien visible et un scutum dorsal dont la présence est constante.
Des clés dichotomiques permettent d'identifier les adultes d'Ixodidae, mais aussi leurs larves.
La longueur du corps des femelles affamées de tiques ixodides ne dépasse pas 3 à 5 mm, les mâles sont plus petits; forme ovale, aplatie dans le sens dorso-abdominal, rétrécie vers le bord avant. Sur le bord avant étroit, il y a une trompe, c'est avec elle que la tique s'enfonce dans la peau de sa victime.

## Liste des genres
Selon Guglielmone et al., 2010 :
- Amblyomma Koch, 1844
- Anomalohimalaya Hoogstraal, Kaiser & Mitchell, 1970
- Bothriocroton Keirans, King & Sharrad, 1994
- Cosmiomma Schulze, 1919
- Dermacentor Koch, 1844
- Haemaphysalis Koch, 1844
- Hyalomma Koch, 1844
- Ixodes Latreille, 1795
- Margaropus Karsch, 1879
- Nosomma Schulze, 1919
- Rhipicentor Nuttall & Warburton, 1908
- Rhipicephalus Koch, 1844
- †Cornupalpatum Poinar & Brown, 2003 (Cornupalpatum burmanicum, seule espèce connue[4])
- †Compluriscutula Poinar & Buckley, 2008 (Compluriscutula vetulum, seule espèce connue[4])

et
- Archaeocroton Barker & Burger, 2018
- Robertsicus Barker & Burger, 2018

## Publication originale
- C. L. Koch, 1844 : Systematische Übersicht über die Ordnung der Zecken. Archiv Für Naturgeschichte, Berlin, vol. 10, p. 217–239 (texte intégral).